# Rafa Nadal Academy
L'Académie Rafa Nadal par Movistar (RNA) est un centre d'entraînement de tennis situé sur l'île de Mallorca, en Espagne. Elle est fondée en 2010 par le joueur de tennis Rafael Nadal et se trouve dans sa ville natale de Manacor. Le directeur inaugural est Toni Nadal, l'oncle de Rafa et son entraîneur de longue date.

## Histoire et installations
Nadal fonde la Fondation Rafa Nadal en 2008 et ouvre sa première école de tennis, l'École de Tennis Éducatif Nadal, le Anantapur Sports Village, en Inde en 2010,,.
Les travaux de l'Académie Rafa Nadal à Manacor commencent en novembre 2014,. Les opérations débutent en juin 2016 et une cérémonie d'inauguration a lieu le 19 octobre 2016. À son ouverture, l'académie est dirigée par Toni Nadal (qui cesse d'entraîner son neveu l'année suivante) et par l'agent de longue date de Nadal, Carlos Costa. Le nouvel entraîneur de Nadal, l'ancien N°1 mondial Carlos Moyá, est le directeur technique.
Le campus à Manacor compte 23 courts durs (19 extérieurs, 4 intérieurs), 20 courts en terre battue (13 extérieurs, 7 semi-intérieurs), 12 terrains de padel (6 extérieurs, 6 intérieurs), deux courts de squash, un terrain de football, et deux piscines (extérieure et intérieure). Il y a aussi un centre de médecine du sport et l'École Internationale Rafa Nadal, pour les 10 à 18 ans,.
Parmi les tournois organisés sur le site se démarque le Rafa Nadal Open du ATP Challenger Tour.

## Personnes notables

### Entraîneurs
- Pedro Clar[11]
- Carlos Moyá (directeur technique)[11]
- Toni Nadal (directeur)[11]
- Gustavo Marcaccio[11]
- Nuno Marques[12]
- Tomeu Salvá[11]
- Gabriel Urpí[11]

### Élèves
- Carlos Alcaraz[13]
- Alexandra Eala[14]
- Martín Landaluce[15]
- Jaume Munar[16]
- Casper Ruud[17]
- Alina Korneeva[18]
- Abdullah Shelbayh[19]